# Sabine Boerner
Sabine Boerner (* 27. November 1963 in Hagen) ist eine deutsche Wirtschaftswissenschaftlerin und Professorin an der Universität Konstanz.

## Leben
Nach dem Studium der Betriebswirtschaft an der Universität Bayreuth wurde sie 1994 an der TU Berlin zum Dr. rer. oec. promoviert und war danach als wissenschaftliche Assistentin dort tätig. 2001 habilitierte sie sich an der TU Berlin. 
2002–2003 war sie Professorin für Allgemeine Betriebswirtschaftslehre, Personalmanagement und interkulturelles Management an der Wissenschaftlichen Hochschule Lahr. 2004 wurde sie auf den C4-Lehrstuhl für „Management, insbesondere Strategie und Führung“ des Fachbereichs Politik- und Verwaltungswissenschaften der Universität Konstanz berufen.
Ihre Forschungsschwerpunkte liegen auf den Bedingungen und Effekten vertikaler und horizontaler Kooperationen in Organisationen. Im Rahmen der Erfolgsforschung sucht sie nach Mediatoren und Moderatoren zwischen Führungsverhalten und organisationaler Performanz.

## Schriften
- Die Organisation zwischen offener und geschlossener Gesellschaft – Athen oder Sparta?. (Beiträge zur Politischen Wissenschaft; Band 85). Duncker und Humblot, Berlin 1994
- mit Diether Gebert: Manager im Dilemma. Abschied von der offenen Gesellschaft? Campus Verlag, Frankfurt 1995
- Führungsverhalten und Führungserfolg – Beitrag zu einer Theorie der Führung am Beispiel des Musiktheaters. Gabler, Wiesbaden 2002